# Guitar Hero: On Tour
Guitar Hero: On Tour és un videojoc musical que pertany a la saga Guitar Hero amb la particularitat que és exclusivament per la plataforma Nintendo DS. Desenvolupat per Vicarious Visions i publicat per RedOctane i Activision, el seu llançament es va produir a l'estiu de l'any 2008. A Europa van sortir a la venda dues versions diferents, una pels països de parla anglesa i una altra per la resta de països, les quals només difereixen lleugerament en la banda sonora.
Com la resta de títols de la saga, el jugador ha de simular que és el guitarrista principal d'un grup de rock i ha de tocar les notes que apareixen per la pantalla. La singularitat de la consola ha provocat que en lloc d'un controlador en forma de guitarra s'hagi creat un perifèric en forma d'empunyadura o guant amb quatre botons de trast que va acoblat a la consola ("Guitar Grip") i un plectre especial per fer l'acció de "rascar" les cordes a la pantalla tàctil. Vicarious Visions va invertir molt temps en el disseny final d'aquests dispositius, ja que es van provar molts prototipus abans. Una altra novetat és la incorporació d'un nou mode duel contra la màquina o un altre jugador mitjançant la xarxa local wi-fi que disposa la consola.

## Desenvolupament

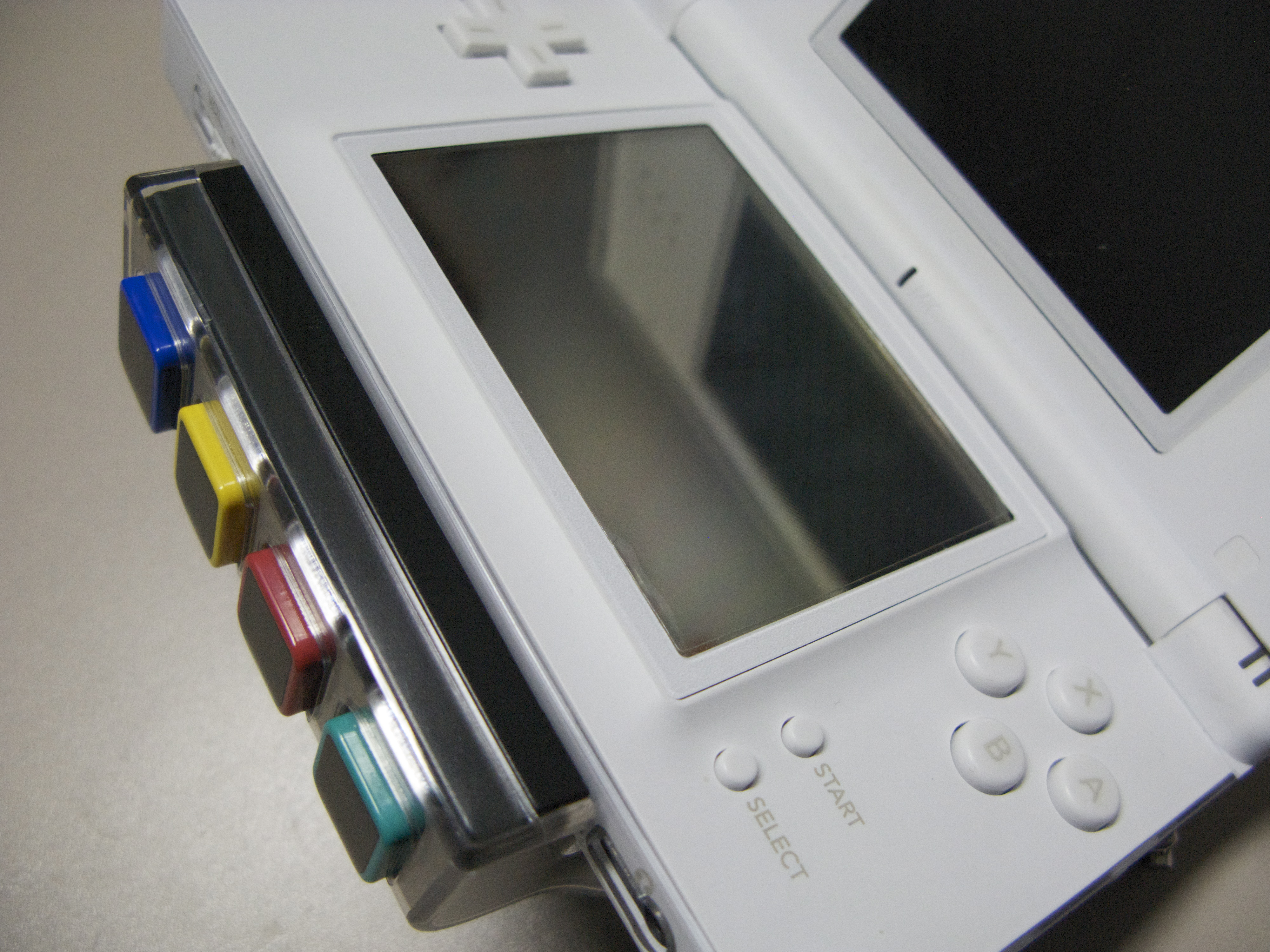
Nintendo DS amb el Guitar Grip muntat.

La companyia Vicarious Visions va començar a treballar en la versió de Nintendo DS a principis de l'any 2007, encara que oficialment no es va anunciar fins al 7 de setembre del mateix any. Segons l'executiu en cap de l'empresa, Karthik Bala, els primers sis mesos es van dedicar a proves i experiments per determinar el millor mecanisme per tocar els botons de trast. De la mateixa forma que la principal atractiu de les altres versions recau en el controlador en forma guitarra, al tractar-se d'una consola portàtil, era necessari trobar un mecanisme idoni i singular per la consola portàtil. Bala assegura que es van provar més de vint combinacions de programari i perifèrics fins a escollir la idea de crear un perifèric amb els botons de trast. El dispositiu escollit, el Guitar Grip, és una empunyadura que inclou els botons de trast i que es munta sobre la consola, i té l'avantatge de ser compacte i permetre el seu transport de forma fàcil. Anteriorment s'havien descartat prototipus de guitarres, empunyadures amb tres, sis i dotze botons o la utilització de pues per jugar. Fins que Vicarious Visions no va presentar el primer prototipus, Nintendo i RedOctane eren força escèptiques al projecte, però llavors van col·laborar en la interacció amb el maquinari i en l'ergonomia del Guitar Grip respectivament.
Un cop escollit el disseny del maquinari, Vicarious Visions es va dedicar a refinar la seva jugabilitat. Degut a la particularitat del dispositiu per tocar, l'equip de desenvolupament va contractar l'equip de proves més gran dels que ha tingut per qualsevol altre projecte, ja que calia millorar el procés de "tocar" amb la pantalla tàctil. Per altra banda, també es va incidir en l'expansió del mode duel i la recreació dels personatges a causa del límit d'imatges de 2000 polígons imposat pel maquinari de la Nintendo DS.

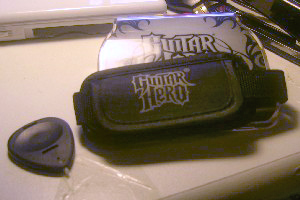
Guitar Grip i pua.

El 8 de maig de 2008, Activison va revelar que el joc es vendria individualment (juntament amb el perifèric Guitar Grip) o en un pack amb la Nintendo DS. A Amèrica del Nord, Nintendo va llançar un pack d'edició limitada que incloïa una Nintendo DS Lite platejada amb el logotip de Guitar Hero i el joc Guitar Hero: On Tour. Més endavant també va estar disponible al Regne Unit. El 14 de juny del mateix any, les botigues Toys "R" Us dels Estats Units van muntar l'esdeveniment "First to Play" perquè els jugadors provessin el joc abans del llançament.
En la 2008 E3 Convention es va anunciar el llançament de la seqüela anomenada Guitar Hero On Tour: Decades també desenvolupada per Vicarious Visions. La principal novetat del joc serà la utilització de la Nintendo Wi-Fi Connection per permetre que els jugadors puguin compartir cançons amb altres jugadors.

## Jugabilitat
El sistema de joc continua intacte respecte les altres versions de la saga. Simplement s'ha agut d'adaptar a la consola Nintendo DS amb el perifèric especial anomenat Guitar Grip. Aquest dispositiu s'ha dissenyat per la consola DS Lite però incorpora un petit adaptador que permet la seva utilització en els models vells de Nintendo DS. Creat com una empunyadura, incorpora quatre botons situats a un costat, a prop de la ranura dels cartutxos, i una corretja que permet introduir la mà i facilitar el suport de la consola mentre s'està jugant. El jugador ha de sostenir la consola en forma de llibre i ha d'utilitzar un plectre de guitarra amb l'altra mà per fer l'acció de "rascar" en la pantalla tàctil de la consola. En l'altra pantalla hi apareixen les notes mentre es veu de fons l'actuació del personatge escollit. Així doncs, el jugador ha de fer coincidir les notes que apareixen per la pantalla amb els botons de trast de l'empunyadura mentre es fa l'efecte de "rascar" les cordes de la guitarra amb la pua en la pantalla tàctil. L'efecte de vibració es genera prement una nota llarga mentre es mou la pua per la pantalla. La potència estel·lar ("Star Power") s'activa bufant o cridant pel micròfon que incorpora la DS o també prement els botons propis de la consola.
El Guitar Hero: On Tour inclou els mateixos modes de joc que el Guitar Hero III: Legends of Rock, on el principal continua sent el mode carrera individual. Per el mode multijugador, ja sigui competitiu o cooperatiu, el joc utilitza la xarxa local sense fils que implementen les consoles Nintendo DS per poder jugar 2 jugadors. A més, també s'ha inclòs el mode batalla o duel, aquí anomenat Guitar Duel, on dos jugadors s'enfronten i han de fer perdre al rival enviant-se atacs mútuament. En aquesta edició hi ha sis personatges disponibles, dels quals quatre provenen de la saga (Axel Steel, Judy Nails, Pandora i Johnny Napalm) i els altres dos són nous (Gunner Jaxon i Memphis Rose). Si es completa el mode carrera individual, es desbloquegen més escenaris i acabats pels personatges.

## Banda sonora
El Guitar Hero: On Tour disposa de dos repertoris diferents de cançons, un anglès per les regions d'Amèrica del Nord, les Illes Britàniques i Austràlia, i un altre per Europa excepte els països de parla anglesa. Als videojocs distribuïts al Japó s'inclou el repertori anglès. Ambdós repertoris estan formats per un total de 26 cançons, de les quals en difereixen cinc. De les 26 cançons, vint són exclusives d'aquesta versió de Guitar Hero, mentre les sis restants han aparegut en alguna versió anterior de la saga. La cançó "I Am Not Your Gameboy" de Freezepop és de bonificació i es desbloqueja en completar tots els Guitar Duels independentment del nivell de dificultat.
| Any  | Títol                        | Artista               | Original | Escenari anglès      | Escenari europeu     |
| ---- | ---------------------------- | --------------------- | -------- | -------------------- | -------------------- |
| 1999 | "All Star"                   | Smash Mouth           | 1        | 2. Rooftop           | 2. Rooftop           |
| 1999 | "All the Small Things"       | Blink-182             | 1        | 1. Subway            | 1. Subway            |
| 2006 | "Anna Molly"                 | Incubus               | 1        | 5. Battleship        | 5. Battleship        |
| 2003 | "Are You Gonna Be My Girl"   | Jet                   | 1        | 1. Subway            | 1. Subway            |
| 1995 | "Avalancha"                  | Héroes del Silencio   | 1        | -                    | 4. Greek Arena       |
| 1970 | "Black Magic Woman"          | Santana               |          | 4. Greek Arena       | 3. Parade Extra      |
| 1991 | "Breed"                      | Nirvana               | 1        | 2. Rooftop           | 2. Rooftop           |
| 2006 | "Ça Me Vexe"                 | Mademoiselle K        | 1        | -                    | 3. Parade            |
| 1973 | "China Grove"                | The Doobie Brothers   | 1        | 3. Parade            | -                    |
| 2005 | "Do What You Want"           | OK Go                 | 1        | 1. Subway            | 1. Subway            |
| 2004 | "Heaven"                     | Los Lonely Boys       | 1        | 3. Parade            | -                    |
| 2005 | "Helicopter"                 | Bloc Party            | 1        | 3. Parade            | 3. Parade            |
| 1980 | "Hit Me with Your Best Shot" | Pat Benatar           | 1        | 2. Rooftop           | 2. Rooftop           |
| 2004 | "I Am Not Your Gameboy"      | Freezepop             | 1        | Cançó de bonificació | Cançó de bonificació |
| 2007 | "I Don't Wanna Stop"         | Ozzy Osbourne         | 1        | 5. Battleship        | 5. Battleship        |
| 1977 | "I Know a Little"            | Lynyrd Skynyrd        |          | 5. Battleship Extra  | 5. Battleship Extra  |
| 1981 | "Jessie's Girl"              | Rick Springfield      | 1        | 2. Rooftop           | -                    |
| 1977 | "Jet Airliner"               | Steve Miller Band     |          | 4. Greek Arena       | -                    |
| 1989 | "Knock Me Down"              | Red Hot Chili Peppers | 1        | 5. Battleship        | 5. Battleship        |
| 1973 | "La Grange"                  | ZZ Top                |          | 4. Greek Arena       | 4. Greek Arena       |
| 2007 | "Monsoon"                    | Tokio Hotel           | 1        | -                    | 3. Parade            |
| 2004 | "Monster"                    | Beatsteaks            | 1        | -                    | 2. Rooftop           |
| 1983 | "Pride and Joy"              | Stevie Ray Vaughan    | 1        | 5. Battleship        | 5. Battleship        |
| 1975 | "Rock and Roll All Nite"     | Kiss                  |          | 3. Parade            | 3. Parade            |
| 1985 | "Rock the Night"             | Europe                | 1        | -                    | 4. Greek Arena       |
| 1995 | "Spiderwebs"                 | No Doubt              | 1        | 1. Subway            | 1. Subway            |
| 1981 | "Stray Cat Strut"            | Stray Cats            | 1        | 4. Greek Arena       | 4. Greek Arena       |
| 2002 | "This Love"                  | Maroon 5              | 1        | 2. Rooftop Extra     | 2. Rooftop Extra     |
| 1984 | "We're Not Gonna Take It"    | Twisted Sister        | 1        | 1. Subway Extra      | 1. Subway Extra      |
| 2006 | "What I Want"                | Daughtry amb Slash    | 1        | 3. Parade Extra      | -                    |
| 1989 | "Youth Gone Wild"            | Skid Row              |          | 4. Greek Arena Extra | 4. Greek Arena Extra |

## Recepció

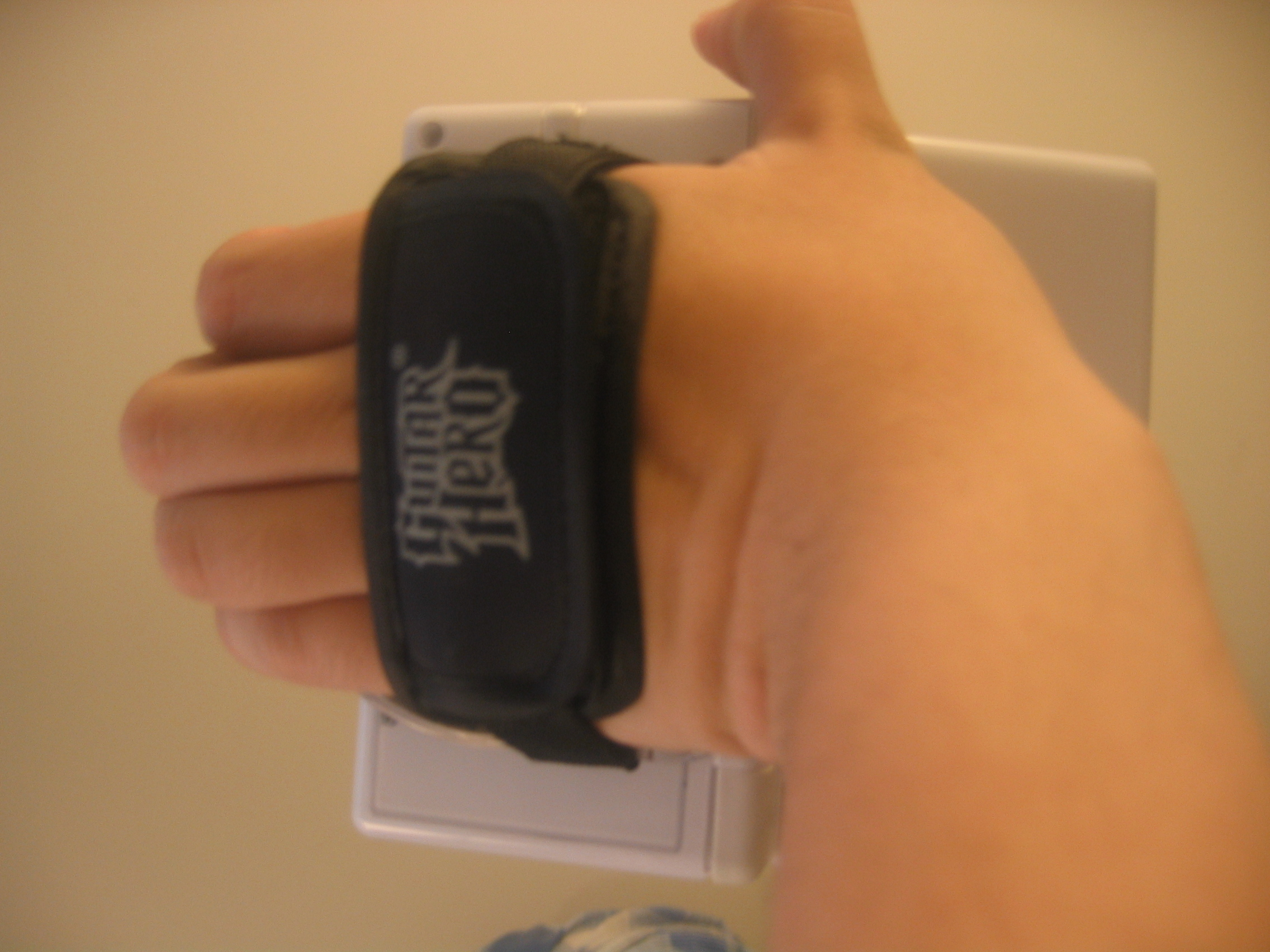
Posició de la mà en el Guitar Grip.

Les crítiques que ha rebut el Guitar Hero: On Tour han estat força variades. En general les sensacions són les mateixes que en els altres títols de la saga i que la corba de dificultat de les cançons és millor. Això no obstant, el centre d'atenció de les crítiques recauen en el Guitar Grip, ja que és la novetat d'aquesta versió. Molts mitjans l'han criticat negativament perquè consideren que és massa complicat aguantar la consola, ja que costa mantenir el pols tota l'estona, i això comporta que sigui complicat seguit les notes de la pantalla i alguns jugadors han patit rampes a causa de l'esforç realitzat. També s'ha criticat que la banda sonora sigui tan curta i que la majoria de cançons siguin força recents. Pel que fa al costat positiu, ha estat molt ben acceptat el mode multijugador i molts consideren que és el millor mode del joc.
El videojoc es va situar en la primera posició del rànquing de jocs de la Nintendo DS a Amèrica del Nord la mateixa setmana del seu llançament amb més de 300.000 unitats venudes. També es va convertir en el segon videojoc més venut del mes de juny de 2008 de totes les plataformes després de 422.000 unitats venudes. Durant el mes de juliol del mateix any es van aconseguir unes vendes de més de 15 milions de dòlars a tot el món.